# Jamel Moknachi
Jamel Moknachi, né le 26 septembre 1937 à Oum El Bouaghi et mort le 12 février 1993 à Laval (Mayenne), est un poète et journaliste algérien de langue française.

## Biographie
Jamel Moknachi naît en 1937 à Oum El Bouaghi (Canrobert à l'époque), dans la région des Aurès. Après des études au lycée de Constantine, il s'inscrit à la Faculté des lettres d'Alger. Mobilisé en 1958 en France pour son service militaire, il déserte et devient lieutenant de l'ANP.
Après 1962 Jamel Moknachi achève ses études en France dans une école de journalisme. En 1966, devenu journaliste il s'intéresse à la vie des émigrés en France, Belgique et Allemagne. Rentré en Algérie, il collabore à l'Algérie Presse Service, à la Radiodiffusion télévision algérienne, et publie régulièrement de 1964 à 1967 poèmes et textes en prose dans plusieurs journaux et revues algériennes. 
Jamel Moknachi fait ensuite partie des « poètes nés autour des années 20 ou 30 » qui ont, selon Tahar Djaout, « cheminé dans la plus parfaite solitude ».
« Emigré itinérant » entre Alger et Paris, il redécouvre l'Algérie en 1993 après plus de deux décennies d'exil et collabore à partir de janvier à l'hebdomadaire Ruptures dirigé par Tahar Djaout. Lors d'un voyage à Paris pour régler des affaires familiales, il meurt d'une embolie cardiaque.

## L'œuvre
Pour Jacqueline Lévi-Valensi et Jamel Eddine Bencheikh, en 1967, les principaux thèmes de du premier recueil de Jamel Moknachi, Les Hivers se moissonnent, sont  « ceux du combat, de l'exaltation nationale, de la souffrance du peuple algérien », mais dans les poèmes qu'il y réunit sous le titre Kaléidoscope de la Joie les images arrachées à la guerre, à la misère et au combat font place « à la joie de la liberté reconquise ». 
Dans ses premiers temps la poésie algérienne de langue française se présente « comme une fresque du malheur et de l'expérience tenace », écrit Jean Sénac en 1971 : « elle fut, pendant cette période, à l'image de notre combat, une insurrection de l'esprit ». Dans son évocation de la première génération d'écrivains qu'il distingue et à laquelle il appartient lui-même, Sénac place Jamel Moknachi aux côtés de « Jean Amrouche, Mohammed Dib, Anna Gréki, Kateb Yacine, Mostefa Lacheraf, Henri Kréa, Nordine Tidafi, Bachir Hadj Ali, Ismaël Aït Djafer, Messaour Boulanouar, Nourredine Aba, Boualem Khalfa, Malek Haddad, Djamel Amrani ». À travers leurs poèmes, ajoute-t-il, « c'est tout un peuple qui dénonçait, répertoriait l'horreur, revendiquait et dressait dans la nuit le fanal de nos certitudes » : ils « témoignent de la plus haute façon pour une époque tragique et glorieuse de notre histoire ». 

### Ouvrages
- Les hivers se moissonnent, Rodez, Subervie, 1964, 48 p. (poèmes).
- Poussières de soleil, Rodez, Subervie, 1967, 46 p. (poèmes).
- L'Envers d'un cri, Paris, éditions Saint-Germain-des-Prés, 1974, 52 p. (poèmes).

### Anthologies
- Jacqueline Lévi-Valensi et Jamel Eddine Bencheikh, Diwan algérien, La poésie algérienne d'expression française de 1945 à 1965, Centre Pédagogique Maghribin, 1967, p. 239-240.
- Pour l'Afrique, textes algériens réunis et présentés par Mustapha Toumi, Alger, SNED, 1969 [« Resurgere », « Avertissement », « J'accuse le malheur », « Les chiens aboient à la lune » et « La statue de la liberté », p. 191-197].
- Fleurs de novembre. Le récit algérien contemporain, introduction de V. Balachov Moscou, 1972, 272 p. (en russe)[9].
- Ali El Hadj Tahar, Encyclopédie de la poésie algérienne de langue française, 1930 - 2008, en deux tomes, Alger, éditions Dalimen, 2009.  (ISBN 978-9961-759-79-0)

### Dans journaux et revues
Eléments de bibliographie d'après Jean Déjeux, Bibliographie méthodique et critique de la littérature algérienne de langue française, 1945-1977, Alger, SNED, 1979.

#### Poèmes
- « Les hivers se moissonnent », dans Révolution africaine, n° 53, Alger, 1er février 1964.
- « Demain on assassine Aïssat Idir », et « Poussière de soleil », dans El Moudjahid, Alger, 24 février 1967.
- « L'émigré », dans El Djeich, n° 49, Alger, mai 1967.
- « La ballade des minuits », dans Algérie-Actualité, n° 67, Alger, 29 janvier 1967.
- « La statue de la liberté », dans Révolution africaine, n° 234, Alger, 7 août 1967.
- « La voix de la nuit, la voix du jour », dans An Nasr, Constantine, 7 octobre 1967.
- « La belle nuit du 1er novembre », dans El Moudjahid, Alger, 1er novembre 1967.
- « Il ne faut pas négocier », dans Promesses n° 6, Alger, mars-avril 1970.
- « Dieu en deuil », dans La République, Oran, 21 janvier 1971.
- « Black-poème, chanson pour une militante noire », dans El Moudjahid, Alger, 3 février 1971.
- « Le télégramme bleu », dans El Moudjahid culturel, n° 12, Alger, 15 septembre 1971.
- « Tant qu'il y aura des chats », dans El Moudjahid culturel, n° 30, Alger, 9 février 1972.
- « Intramuros », dans El Moudjahid culturel, n ° 42, Alger, 3 mai 1972.
- « Les paysans », « Concerto pour sorciers », « Sirocco pour béton », « La vie de l'artiste » et « Le temps d'aimer », dans El Moudjahid culturel, n° 59, Alger, 10 novembre 1972.

#### Théâtre
- « Mille neuf cent vinquante quatre », dans Promesses, n° 7, Alger, mai-juin 1970, p. 81-104.
- « Les guérilleros », dans El Moudjahid culturel, n° 59, Alger, 4 mai 1973.

#### Textes en proses
Les nouvelles et récits de Jamel Moknachi n'ont pas été réunis en volume
- « Le silence », dans El Moudjahid, n° 174, 4 avril 1964 .
- « Le jour se lève », dans Al-Djazairi, n° 20, Alger, 1er novembre 1964.
- « Les déserteurs », dans Révolution africaine, Alger, n° 104, 23 janvier 1965.
- « Mustapha la Tousse », dans Dialogues, n° 19, Paris, mars 1965.
- « Le vieil homme et son fils », dans Révolution africaine, n° 113, 27 mars 1965.
- « Le casque quarante-quatre », dans Alger républicain, Alger, 23 avril 1965.
- « Le reclus », dans Dialogues, n° 29, Paris, mars 1966 ; L'Algérien en Europe, n° 14 , 1er mai 1966.
- Entretien dans Dialogues n° 29, Paris, mars 1966.
- Entretien, dans Jeune Afrique, n° 284, Paris, 6 juin 1966.
- « L'étrangère », dans Algérie-Actualité, n° 43, Alger, 14 août 1966.
- « Les lions ne pleurent pas », dans Révolution africaine, n° 190, Alger, 25 septembre 1966.
- « Tandis que le ciel bleu »,  dans Révolution africaine, n° 190, Alger, 1er novembre 1966.
- « Le cartable d'écolier », dansLittérature algérienne contemporaine, 1966.
- « A prendre ou à laisser », dansRévolution africaine, n° 206, Alger, 30 janvier 1967.
- « L'abîme, le jardin et la fleur », dans An Nasr, Constantine, 18 février 1967.
- Entretien, dans El Moudjahid, Alger, 6 juin 1967.
- « Sans domicile fixe », dans Algérie-Actualité, n° 99, Alger, 10 septembre 1967.
- « Le temps qui tue », Algérie-Actualité, n° 154, Alger, 29 septembre 1968.
- « Deux et deux font quatre », dans Révolution africaine, n° 285, Alger, 1er novembre 1968.
- « La rôtisserie de Tanger », dans Algérie-Actualité, n° 200, Alger,17 août 1969.
- « Tandis que le ciel bleu », dans Promesses, n° 6, Alger, mars-avril 1970, p. 17-26.
- « La comtesse est-elle vraiment sortie à cinq heures ? », dans Algérie-Actualité, n° 207, 29 novembre 1970.
- « Quand le soleil se lève tard », El Moudjahid cuturel, n° 23, Alger, 8 décembre 1971.
- « Mourir à Persépolis », dans Algérie-Actualité, Alger, n° 2356 19 août 1972.

#### Autres
- « La massification de la culture sans public », dans Alger républicain, Alger, 11 juin 1965.
- « Kateb Yacine, Le polygone étoilé », dans El Djeich, n° 46, Alger, février 1967.
- « Sur le IVème Festival magrébin de Sousse », dans Révolution africaine, n° 337, Alger, 7 août 1970.
- « Regard sur la littérature révolutionnaire palestinienne », dans Révolution africaine, n° 338, Alger, 14 août 1970.

## Sur Ismaël Aït Djafer

### Articles
- Kaddour M'Hamsadji, « Les raisons de demain », dans El Moudjahid, Alger, 26 septembre 1970.
- Abdelkrim Djaad, « Jamel Moknachi est décédé », dans Ruptures, n° 6, 16 février 1993, p. 5.
- Arezki Metref, « Poète concret », dans Ruptures, n° 7, 23 février 1993, p. 29.

### Ouvrages généraux
- Jean Déjeux, Bibliographie méthodique et critique de la littérature algérienne de langue française, 1945-1977, Alger, SNED, 1979.
- Jean Déjeux, Dictionnaire des auteurs maghrébins de langue française, Karthala, Paris, 1984, p. 170.